# Jane Austen
Jane Austen (n. 16 decembrie 1775, Steventon⁠(d), Basingstoke and Deane, Anglia, Regatul Marii Britanii – d. 18 iulie 1817, Winchester, Anglia, Regatul Unit al Marii Britanii și Irlandei) a fost o romancieră engleză din perioada romantică pre-victoriană. Datorită viziunii sale complex-realiste a vieții interioare a femeilor, a măiestriei descrierii, a amestecului bine dozat de descrieri la persoana a treia, respectiv de comentarii ironice și burlești, Austen a devenit fără îndoială cea mai notabilă scriitoare a epocii sale, cu o influență deosebită asupra tuturor cititorilor săi, chiar dacă, în timpul vieții, nu a avut prea mult succes.
Născută ca cel de-al șaptelea copil din opt (a avut cinci frați și o soră mai în vârstă, respectiv un frate mai tânăr) într-o familie mare și unită, aflată la marginea de jos a nobilimii engleze, Jane și-a trăit toată viața înconjurată de familia sa. La început, educația și-a primit-o de la tatăl și de la frații ei, dar și prin intermediul cititului. Educația sa formală a luat sfârșit când a părăsit școala Mânăstirii din Reading după un an și jumătate, cu puțin înainte de a împlini unsprezece ani. Cam pe atunci a început să scrie ceea ce tatăl ei numea „Povestiri într-un stil cu totul nou”. Când avea optsprezece sau nouăsprezece ani a scris primul său roman, "Rațiune și simțire". Apoi s-a îndrăgostit.
Jane l-a întâlnit pe Tom Lefroy la Hampshire, în timpul vacanței de Crăciun din anul 1795. La jumătatea lunii ianuarie, el a plecat la Londra pentru a studia dreptul. Jane l-a văzut din nou la Londra în august, însă nu se mai cunoaște nimic despre relația lor până în toamna lui 1798 când se dovedește că aceasta nu a avut niciun rezultat. (Unica soră a lui Jane a ars multe dintre scrisorile acesteia, nemairămânând niciuna datată între 18 septembrie 1796 și octombrie 1798.) Acești doi ani s-au numărat printre cei mai fructuoși din viața lui Jane. După ce s-a întors de la Londra, a scris Mândrie și Prejudecată, apoi a rescris Elinor și Marianne sub titlul de Rațiune și Simțire și, în final, Mânăstirea Northanger, pe care l-a terminat în 1799. Nu a mai scris nici un roman timp de peste zece ani.
Dezamăgirea sa în dragoste poate fi, în parte, motivul tăcerii sale, însă un eveniment și mai devastator a fost plecarea din Steventon a familiei sale în 1801, când tatăl său s-a pensionat, pentru a trăi în Bath, un loc pe care Jane îl ura. În decembrie 1802 un tânăr bogat o cere de soție pe Jane și ea acceptă; totuși, a doua zi, își retrage acceptul. Câteva luni mai târziu vinde Mănăstirea Northanger unui editor pentru 10 £, dar așteaptă în zadar publicarea cărții.
Tatăl ei a murit în 1805, iar în anul următor Jane, împreuna cu mama și cu sora sa, s-au mutat în Southampton unde au rămas până în vara anului 1809, când se mută în Chawton, satul Hampshire din care Jane Austen și-a lansat, în sfârșit, cariera de romancieră. A terminat Persuasiune cam cu un an înainte de moartea sa, provocată de boala Addison, pe 18 iulie 1817.
Suportul stabil al familiei sale a fost esențial în dezvoltarea lui Austen ca scriitor profesionist. Perioada în care Jane și-a dezvoltat capacitățile artistice a început în adolescență și a durat până la vârsta de treizeci și cinci de ani. În această perioadă, ea a scris trei romane importante și l-a început pe al patrulea. Din 1811 până în 1816, prin apariția romanelor „Rațiune și Simțire”(1811), „Mândrie și prejudecată”(1813), „Parcul Mansfield” (1814) și „Emma”(1816), ea a avut succes ca scriitor. A mai scris alte două romane, „Mănăstirea Northanger” (scris între anii 1798 - 1799 și revizuit mai târziu) și „Persuasiune”, ambele publicate după moartea sa în 1818, și l-a început pe un al treilea (denumit eventual „Sanditon”), dar a decedat înaintea finalizării sale.

## Biografie
Conform unui biograf, informația biografică despre Jane Austen este „extrem de rară”. Doar o parte dintre scrisorile personale și de familie s-au păstrat (ca o estimare numai 160 din cele 3000  de scrisori ale lui Austen mai există, Cassandra, sora ei, (căreia i-au fost adresate cele mai multe scrisori) a ars majoritatea celor pe care le păstra, nedistrugându-le pe cele cenzurate. Alte scrisori au fost distruse de către moștenitorii amiralului Francis Austen, fratele lui Jane.
Majoritatea materiei biografice produsă la cincizeci de ani după moartea lui Austen a fost scrisă de rudele ei și reflectă deviațiile familiei în favoarea "bunei și liniștitei mătuși Jane". Există foarte puține informații despre ea până în acest moment.

### Familia
Părinții lui Austen, William George Austen (1731-1805), și soția sa, Cassandra (1739-1827), au fost membri ai unor familii din mica nobilime. George se trăgea dintr-o familie de fabricanți de lână, care se ridicase dintre profesiile din rândurile de jos, aterizând în rândurile micii nobilimi. Cassandra a fost un membru al remarcabilei familii Leigh; s-au căsătorit pe 26 aprilie 1764, la Biserica Walcot din Bath. Din 1765 până în 1801, pe parcursul unei lungi perioade a vieții lui Jane, George Austen a fost rector al parohiei anglicane la Steventon, Hampshire, într-un sat din apropiere. Din 1773 până în 1796, el și-a suplimentat venitul prin agricultură și prin educarea a trei sau patru băieți care stăteau la el în gazdă.
La început, familia lui Austen a fost mare: șase frați: James (1765-1819), George (1766-1838), Edward (1767-1852), Henry Thomas (1771-1850), Francis William (Frank) (1774-1865), Charles John (1779-1852) și o sora, Elizabeth Cassandra (1773-1845), care, ca și Jane, a murit necăsătorită. Cassandra i-a fost lui Austen cea mai  apropiată și de încredere prietenă pe tot parcursul vieții ei. Dintre frații ei, Austen l-a simțit cel mai aproape pe Henry, care a devenit bancher și, după ce banca sa a eșuat, a devenit preot anglican. Henry a fost, de asemenea, agentul literar al surorii sale. Cercul său mare de prieteni și de cunoștințe de la Londra includea bancheri, negustori, editori, pictori, și actori: el a pus la dispoziția lui Austen panorama lumii sociale, care în mod normal nu e vizibilă în spațiul rural, la o parohie mică în Hampshire. George a fost trimis să trăiască într-o familie din localitate de la o vârstă fragedă, deoarece, după cum descrie biograful lui Austen, Le Faye, acesta a fost „mental anormal și supus ieșirilor nervoase”. S-ar putea să fi fost, de asemenea, surd și mut. Charles și Frank și-au făcut serviciul militar în flota marinei, până la rangul de amiral. Edward a fost adoptat de către vărul lui de-al patrulea, Thomas Knight, moștenitorul imobilului Knight's, luând în 1812 numele lui.

## Primele romane
După ce a terminat Lady Susan, Austen a încercat  să scrie primul ei roman fără prescurtări: Elinor și Marianne. Cassandra, sora ei, și-a amintit mai târziu că a fost citit familiei „înainte de 1796”, spunând asta în scrisori. Fără păstrarea manuscriselor originale, nu există nicio cale de a ști cât de mult din schița inițială a supraviețuit în romanul publicat în 1811 ca Sense and Sensibility.
Când Jane avea douăzeci de ani, Tom Lefroy, un nepot al vecinilor, a vizitat orașul Steventon și a stat acolo din decembrie 1795 până la ianuarie 1796. Acesta obținuse recent o diplomă universitară și se mută la Londra pentru a practica meseria de avocat. Lui Lefroy și Austen li s-ar fi făcut cunoștință la un bal sau la o petrecere de acest gen. organizată prin vecinătate, și este clar din scrisorile lui Austen adresate Cassandrei că au petrecut mult timp împreună: „Mă tem chiar să-ți spun cum prietenul meu irlandez și cu mine ne-am comportat. Imaginează-ți tot ceea ce-i mai desfrânat și șocant în modul de a dansa și de a sta jos împreună.” Familia Lefroy a intervenit și l-a trimis departe, la sfârșitul lui ianuarie. Căsătoria lor era imposibilă, așa cum atât Lefroy, cât și Austen trebuie să fi știut. Nici unul din ei nu avea bani, și el era dependent de un stră-unchi în Irlanda pentru a-i finanța educația și a-i stabiliza cariera juridică. În cazul în care Tom Lefroy vizita Hampshire, era ținut departe de familia Austen, și Jane Austen nu l-a mai văzut niciodată.
Austen a început să lucreze la un al doilea roman, Primele Impresii, în 1796 și a finalizat proiectul inițial, în august 1797, când avea doar 21 de ani (mai târziu a devenit Mândrie și prejudecată); ca și în cazul celorlalte romane, Austen citea lucrarea cu voce tare familiei sale în timp ce lucra la ea și a devenit unul dintre romanele favorite. La acest moment, tatăl ei a făcut prima încercare de a-i publica unul dintre romane. În noiembrie 1797, George Austen i-a scris lui Thomas Cadell, un editor cu sediul în Londra, cu rugămintea de a lua în considerare publicarea „unui roman-manuscris, cuprins în trei volume, cu privire la viața doamnei Eveline Burney” (Primele Impresii) cu riscul financiar al autorului. Cadell a răspuns repede la scrisoarea domnului Austen, marcată cu „Refuzat de către Postul de Returnări”. Austen poate că nici nu știuse de eforturile tatălui său. După finisarea romanului Primele Impresii, Austen a revenit la Elinor și Marianne și din noiembrie 1797 până la jumătatea anului 1798, l-a revizuit detaliat; a eliminat formatul epistolar în favoarea narațiunii la persoana a treia și a produs ceva aproape de Rațiune și Simțire.
Pe la mijlocul lui 1798, după finisarea revizuirilor la Elinor și Marianne, Austen a început să scrie un al treilea roman, cu titlul Susan (mai târziu Northanger Abbey), o satiră a romanului popular gotic. Austen și-a încheiat lucrarea un an mai târziu. La începutul anului 1803, Henry Austen a propus romanul Susan lui Benjamin Crosby, un editor londonez, care a plătit £10 pentru drepturile de autor. Crosby a promis publicarea din timp și a mers atât de departe încât să anunțe cartea public ca fiind „sub tipar”, dar nu a făcut nimic mai mult. Manuscrisul a rămas în mâinile lui Crosby, nepublicat, până când Austen a răscumpărat drepturile de autor de la el în 1816.

## Listă opere
Romane
- Rațiune și Simțire (1811)
- Mândrie și prejudecată (1813)
- Parcul Mansfield (1814)
- Emma (1816)
- Mânăstirea Northanger (1818) (postmortem)
- Persuasiune (1818) (postmortem)

Scurte ficțiuni
- Lady Susan (1794, 1805)

Ficțiuni nefinalizate
- The Watsons (1804)
- Sanditon (1817)

Alte opere
- Sir Charles Grandison (1793, 1800
- Plan al unui Roman (1815)
- Poeme
- Jucători
- Scrisori

Juvenilia – Primul Volum
- Frederic & Elfrida
- Jack & Alice
- Edgar & Emma
- Henry și Eliza
- Aventurile lui Mr. Harley
- Sir William Mountague
- Memorile lui Mr. Clifford
- Frumoasa Cassandra
- Amelia Webster
- Vizita
- Misterul
- Cele trei surori
- O frumoasă descriere
- Generosul Preot

## Oda lui Pity
Juvenilia – Al doilea volum
- Dragoste și Prietenie
- Lesley Castle
- Istoria Angliei
- O Colecție de Scrisori
- Femeia filozof
- Primul Act de Comedie
- O Scrisoare de la o tânără Lady
- O Călătorie prin Wales
- O Poveste

Juvenilia – Al treilea Volum
- Evelyn
- Catharine, sau Bower